# Exocarpos baumannii
Exocarpos baumannii là một loài thực vật có hoa trong họ Santalaceae. Loài này được Stauffer mô tả khoa học đầu tiên năm 1959.